# Nothroctenus fuxico
Nothroctenus fuxico là một loài nhện trong họ Ctenidae.
Loài này thuộc chi Nothroctenus. Nothroctenus fuxico được miêu tả năm 2004 bởi Dias & Antonio D. Brescovit.